# Tuyến mồ hôi
Tuyến mồ hôi là những cấu trúc hình ống nhỏ của da tạo ra mồ hôi. Các tuyến mồ hôi là một loại tuyến ngoại tiết, là các tuyến sản xuất và tiết ra các chất trên bề mặt biểu mô thông qua các ống dẫn. Có hai loại tuyến mồ hôi chính khác nhau về cấu trúc, chức năng, sản phẩm bài tiết, cơ chế bài tiết, phân bố giải phẫu và phân bố giữa các loài:
- Các tuyến mồ hôi eccrine được phân phối gần như khắp cơ thể người, với mật độ khác nhau, với mật độ cao nhất ở lòng bàn tay và lòng bàn chân, sau đó trên đầu, nhưng ít hơn nhiều trên thân và tứ chi. Bài tiết chủ yếu nước của nó đại diện cho một hình thức làm mát chính ở người.[3]
- Các tuyến mồ hôi apocrine chủ yếu giới hạn ở nách (nách) và khu vực quanh hậu môn ở người.[3] Chúng làm mát cho người không đáng kể, nhưng là tuyến mồ hôi hiệu quả duy nhất ở động vật có móng, chẳng hạn như lạc đà, lừa, ngựa và gia súc.[4] [5] [6]

Các tuyến ráy tai (sản xuất ráy tai), các tuyến vú (sản xuất sữa) và các tuyến lông mi ở mí mắt là các tuyến mồ hôi apocrine biến đổi.

## Cấu trúc

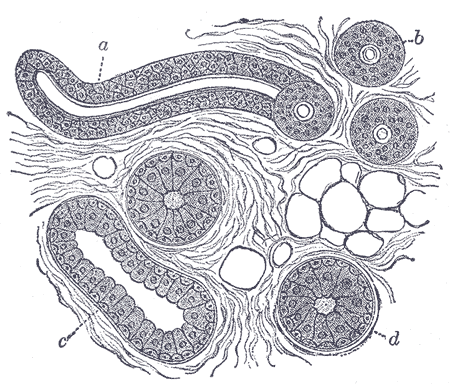
Thân của một tuyến mồ hôi cắt theo nhiều hướng

Thông thường, các tuyến mồ hôi bao gồm một đơn vị bài tiết bao gồm một lớp nền cuộn thành hình cầu thận và một ống dẫn mồ hôi đi. Các lớp cuộn hoặc cơ sở bài tiết, được đặt sâu trong lớp hạ bì và dưới da, và toàn bộ tuyến được mô mỡ bao bọc.  Trong cả hai loại tuyến mồ hôi, các cuộn bài tiết được bao quanh bởi các tế bào cơ tim co bóp có chức năng tạo điều kiện bài tiết sản phẩm bài tiết.  Các hoạt động bài tiết của các tế bào tuyến và sự co bóp của các tế bào cơ tim được kiểm soát bởi cả hệ thống thần kinh tự trị và các hormone lưu hành. Phần xa hoặc đỉnh của ống dẫn mở ra bề mặt da được gọi là acrosyringium.
Mỗi tuyến mồ hôi nhận được một số dây thần kinh chia nhánh thành các dải của một hoặc nhiều sợi trục và bao quanh các ống riêng lẻ của cuộn dây tiết. Các mao mạch cũng được đan xen giữa các ống mồ hôi.

## Thư viện ảnh
|  |  |  |